# Divergens (vektoranalys)

I ett elektriskt fält är divergensen positiv i en positiv punktladdning (röd källa) och negativ i en negativ punktladdning (grön sänka).

Inom vektoranalys är divergens ett mått på ett vektorfälts tendens att "stråla" ut från (eller konvergera in mot) en viss punkt. Divergensen är ett skalärfält och är definierad som en funktion av vektorfältet. 
Till exempel kan vektorfältet vara hastigheten hos molekylerna i en gas som expanderar under upphettning. För ett sådant vektorfält har divergensen ett positivt värde då gasen expanderar; ett sådant område kallas källa. Om gasen kyls och drar ihop sig blir divergensen negativ och området kallas sänka.

## Definition
Divergensen för ett vektorfält A i en punkt P kan definieras som ett gränsvärde för en ytintegral som omsluter punkten:
{\displaystyle \left(\mathrm {divA} \right)_{P}=\lim _{{\textrm {volym(S)}}\rightarrow 0}{\frac {1}{\textrm {volym(S)}}}\oint _{S}\mathbf {A} \cdot d\mathbf {S} }
där volym(S) är mätetalet för den slutna ytan S.
Divergensen är ett mått på hur mycket något flödar ut från eller flödar in genom en sluten tredimensionell yta. Som en bildlig liknelse kan man tänka sig en liten boll ur vilken vatten sprutar ut åt alla håll. I vissa riktningar sprutar det mindre och i andra mer. Divergensen anger nettoflödet av vatten från den lilla bollen. Är divergensen noll passerar inget vatten genom bollen eller så flödar lika mycket vatten in i bollen som det sprutar ut, så att mängden vatten i bollen är konstant (även om vattnet inne i bollen mycket väl kan "virvla omkring", se även rotation).
I ett kartesiskt koordinatsystem ges divergensen av ett vektorfält F av
{\displaystyle \mathrm {div} \,\mathbf {F} =\nabla \cdot \mathbf {F} ={\frac {\partial F_{x}}{\partial x}}+{\frac {\partial F_{y}}{\partial y}}+{\frac {\partial F_{z}}{\partial z}}}
och denna relation kan användas som definition. Det är speciellt lämpligt att använda uttrycket ovan för att praktiskt beräkna ett vektorfälts divergens.
Ett vektorfält vars divergens är 0 i hela området sägs vara solenoidalt eller källfritt. Ett exempel på ett sådant vektorfält är det magnetiska B-fältet inom elektrodynamiken.

## Egenskaper
Divergensen är en linjär operator, det vill säga
{\displaystyle \operatorname {div} (a\mathbf {F} +b\mathbf {G} )=a\;\operatorname {div} (\mathbf {F} )+b\;\operatorname {div} (\mathbf {G} )}
för alla vektorfält F och G och alla reella tal a and b.
Om {\displaystyle \varphi } är en skalärvärd funktion och F är ett vektorfält, så gäller
{\displaystyle \nabla \cdot (\varphi \mathbf {F} )=(\nabla \varphi )\cdot \mathbf {F} +\varphi \;(\nabla \cdot \mathbf {F} )}
En annan produktregel för kryssprodukten av två vektorfält F och G 
i tre dimensioner innefattar rotation enligt:
{\displaystyle \operatorname {div} (\mathbf {F} \times \mathbf {G} )=\operatorname {rot} (\mathbf {F} )\cdot \mathbf {G} \;-\;\mathbf {F} \cdot \operatorname {rot} (\mathbf {G} ),}
eller
{\displaystyle \nabla \cdot (\mathbf {F} \times \mathbf {G} )=(\nabla \times \mathbf {F} )\cdot \mathbf {G} -\mathbf {F} \cdot (\nabla \times \mathbf {G} ).}
Laplaceoperatorn för ett skalärfält är divergensen av fältets gradient:
{\displaystyle \operatorname {div} (\nabla \varphi )=\Delta \varphi .}
Divergensen av rotation av ett godtyckligt vektorfält i tre dimensioner är lika med noll: 
{\displaystyle \nabla \cdot (\nabla \times \mathbf {F} )=0}